# Assunta Meloni
Assunta Meloni (Ciudad de San Marino; 21 de abril de 1951) es una política de San Marino. Ha ocupado el cargo de Capitana Regente de San Marino.
Meloni es Licenciada en Filología y Literatura graduada en la Universidad de La Sapienza en Roma y luego en la Universidad de Urbino. Ella era profesora de idiomas de los Departamentos de Educación y Estudios Históricos de la Universidad de San Marino cuando fue elegida miembro del Consejo Grande y General de San Marino en las elecciones del 4 de junio del 2006; Meloni fue elegida como candidata del partido Alianza Popular de San Marino. Su partido obtuvo 12,05% de los sufragios en esas elecciones y 7 diputados en el Consejo General (incluida Meloni); siendo el tercer partido más votado en esos comicios.
Meloni ha sido miembro de diversas Comisiones del Consejo Grande y General, y fue elegida representante de San Marino en el Consejo de Europa. Fue Presidenta de la Asociación del Cáncer de San Marino, de la que seguirá siendo miembro.
El 16 de septiembre del 2008 Meloni fue elegida como uno de los dos Capitanes Regentes de San Marino para el período que comenzó el 1 de octubre del 2008 y que terminó el 1 de abril del 2009.
- Datos: Q437620